# Marco Histórico Nacional no Utah

Localização de Utah nos Estados Unidos.

A lista de Marco Histórico Nacional no Utah contem os marcos designados pelo Governo Federal dos Estados Unidos para o estado norte-americano do Utah.
Existem 14 Marcos Históricos Nacional (NHLs) no Utah. Eles estão distribuídos em 11 dos 29 condados do estado. Os primeiros marcos do Utah foram designados em 20 de janeiro de 1961 e o mais recente em 23 de junho de 2011.

## Listagem atual
Legenda:
| NRHP | Registro Nacional de Lugares Históricos |
| NHL  | Marco Histórico Nacional                |
| NHLD | Distrito Histórico Nacional             |
| HD   | Distrito Histórico                      |
| NHS  | Local Histórico Nacional                |
| NMEM | Memorial Nacional dos EUA               |
| NMON | Monumento Nacional dos EUA              |
| NHP  | Parque Histórico Nacional dos EUA       |
| NMP  | Parque Nacional Militar dos EUA         |

| [ 2 ] | Nome                                                  | Imagem | Inclusão                         | Localidade e coordenadas                                                                     | Condado                       | NHLS     | Observações |
| ----- | ----------------------------------------------------- | ------ | -------------------------------- | -------------------------------------------------------------------------------------------- | ----------------------------- | -------- | ----------- |
| 1     | Alkali Ridge                                          |        | 19 de julho de 1964 (60 anos)    |                                                                                              | San Juan                      | 66000740 |             |
| 2     | Antiga Prefeitura                                     |        | 15 de maio de 1975 (49 anos)     | State Street, Colina do Capitólio, Salt Lake City 40° 46′ 33″ N, 111° 53′ 13″ O              | Salt Lake                     | 71000846 |             |
| 3     | Cânion da Desolação                                   |        | 18 de outubro de 1968 (56 anos)  | Rio Green 39° 25′ 00″ N, 110° 00′ 40″ O                                                      | Carbon, Emery, Grand e Uintah | 68000057 |             |
| 4     | Cânion da Emigração                                   |        | 20 de janeiro de 1961 (64 anos)  | Borda leste de Salt Lake City na Utah 65 (Cordilheira Wasatch) 40° 46′ 00″ N, 111° 46′ 00″ O | Salt Lake                     | 66000737 |             |
| 5     | Caverna Perigosa                                      |        | 20 de janeiro de 1961 (64 anos)  | 1 milha à leste de Wendover na U.S. 40 40° 45′ 07″ N, 114° 00′ 57″ O                         | Tooele                        | 66000741 |             |
| 6     | Centro de Visitante Quarry                            |        | 3 de janeiro de 2001 (24 anos)   | Monumento Nacional aos Dinossauros na U.S. 40 40° 26′ 25,6″ N, 109° 18′ 04,5″ O              | Uintah                        | 86003401 |             |
| 7     | Chalé e cabanas de luxo do Cânion Bryce               |        | 28 de maio de 1987 (37 anos)     | Parque Nacional de Bryce Canyon 37° 37′ 40,88″ N, 112° 09′ 59,6″ O                           | Garfield                      | 87001339 |             |
| 8     | Complexo Brigham Young                                |        | 28 de janeiro de 1964 (61 anos)  | East South Temple Street, 63-67, Salt Lake City 40° 46′ 11,2″ N, 111° 53′ 19,6″ O            | Salt Lake                     | 70000626 |             |
| 9     | Forte Douglas                                         |        | 15 de maio de 1975 (49 anos)     | Reserva Militar do Forte Douglas, Salt Lake City 40° 45′ 55,06″ N, 111° 49′ 58,98″ O         | Salt Lake                     | 70000628 |             |
| 10    | Local do Centro de Realocação Central de Utah (Topaz) |        | 29 de março de 2007 (17 anos)    | 10500 Oeste, 4500 Norte, próximo à cidade de Delta 39° 24′ 40″ N, 112° 46′ 20″ O             | Millard                       | 07000432 |             |
| 11    | Local do Massacre de Mountain Meadows                 |        | 23 de junho de 2011 (13 anos)    | Oeste da SR 18, aproximadamente 3 milhas ao norte de Central 37° 28′ 31″ N, 113° 38′ 37″ O   | Washington                    | 11000562 |             |
| 12    | Mina de cobre a céu aberto do Cânion Bingham          |        | 13 de novembro de 1966 (58 anos) | 16 milhas à sudoeste de Salt Lake City na Utah 48 40° 31′ 20,5″ N, 112° 08′ 58,1″ O          | Salt Lake                     | 66000736 |             |
| 13    | Praça do Templo                                       |        | 29 de janeiro de 1964 (61 anos)  | Salt Lake City 40° 46′ 12,3″ N, 111° 53′ 33,6″ O                                             | Salt Lake                     | 66000738 |             |
| 14    | Reed O. Smoot House                                   |        | 8 de dezembro de 1976 (48 anos)  | 183 Leste, 100 Sul, Provo 40° 13′ 58″ N, 111° 39′ 16″ O                                      | Utah                          | 75001831 |             |

## Áreas históricas do NPS no Utah
Locais históricos nacional, parques históricos nacional, alguns monumentos nacional e determinadas áreas listadas no Sistema Nacional de Parques são marcos históricos de importância nacional, geralmente já protegidos antes mesmo da criação do programa NHL em 1960.
Existem 2 dessas áreas no Utah, listadas abaixo:
|   | Nome                                        | Imagem | Inclusão                     | Localidade e coordenadas                                                                      | Condado                      | NRIS     | Observações |
| - | ------------------------------------------- | ------ | ---------------------------- | --------------------------------------------------------------------------------------------- | ---------------------------- | -------- | ----------- |
| 1 | Local Histórico Nacional da Cavilha de Ouro |        | 2 de abril de 1957 (67 anos) | Nordeste do Grande Lago Salgado, nas proximidades de Promontory 41° 37′ 14″ N, 112° 32′ 51″ O | Box Elder                    | 66000080 |             |
| 2 | Monumento Nacional Hovenweep                |        | 1923 (102 anos)              | Nordeste de Cortez, CO 37° 23′ 02″ N, 109° 04′ 38″ O                                          | Montezuma, CO e San Juan, UT | 66000250 |             |